# La tormenta (film 1912)
La tormenta (Le Tourment) è un cortometraggio muto del 1912 diretto da Louis Feuillade e da Léonce Perret.

## Produzione
Il film fu prodotto dalla Société des Etablissements L. Gaumont.

## Distribuzione
Distribuito dalla Société des Etablissements L. Gaumont, uscì nelle sale cinematografiche francesi nel luglio 1912.